# Mistrovství České republiky v lyžařském orientačním běhu 1993
Mistrovství České republiky v lyžařském orientačním běhu 1993 mělo svůj první ročník po zániku Československa a vzniku dvou samostatných států včetně osamostatněného Českého svazu orientačního běhu.
Závody proběhly v jedné individuální a jedné týmové disciplíně během posledního únorového víkendu v Jeseníkách v lyžařském areálu SKP Olomouc v Nové Vsi u Rýmařova v nadmořské výšce 850-1000 m n. m.

## Mistrovství ČR jednotlivců
| Datum závodu   | 27. 2. 1993 |  | Místo konání    | Nová Ves u Rýmařova • aréna |  | Pořadatel       | Ostroj Opava    |
| Ředitel závodu |             |  | Hlavní rozhodčí |                             |  | Stavitelé tratí | Rudolf Bartošek |
| Název mapy     | U Hájků     |  | Web závodu      |                             |  | Výsledky závodu |                 |

| Zkrácené výsledky | Zkrácené výsledky       | Zkrácené výsledky                         | Zkrácené výsledky       | Zkrácené výsledky       | Zkrácené výsledky | Zkrácené výsledky       | Zkrácené výsledky               | Zkrácené výsledky       | Zkrácené výsledky       |
| Pořadí            | H21 - muži              | H21 - muži                                | H21 - muži              | H21 - muži              | Pořadí            | D21 - ženy              | D21 - ženy                      | D21 - ženy              | D21 - ženy              |
| ----------------- | ----------------------- | ----------------------------------------- | ----------------------- | ----------------------- | ----------------- | ----------------------- | ------------------------------- | ----------------------- | ----------------------- |
| Zlatá medaile     | Petr Mareček            | SK Orientační sporty Nové Město na Moravě | 1:28:08                 |                         | Zlatá medaile     | Jana Cieslarová         | TJ TŽ Třinec                    | 1:06:58                 |                         |
| Stříbrná medaile  | Zdeněk Zuzánek          | Elitex Jablonec nad Nisou                 | 1:30:40                 | +2:32                   | Stříbrná medaile  | Markéta Novotná         | USK Praha                       | 1:11:32                 | +4:34                   |
| Bronzová medaile  | Jan Pecka               | Slavia Liberec orienteering               | 1:32:56                 | +4:48                   | Bronzová medaile  | Marcela Kubatková       | TJ TŽ Třinec                    | 1:14:29                 | +7:31                   |
| 4                 | Milan Venhoda           | SK Orientační sporty Nové Město na Moravě | 1:33:34                 | +5:26                   | 4                 | Kateřina Přindová       | Slavia Liberec orienteering     | 1:14:47                 | +7:49                   |
| 5                 | Richard Klech           | SKOB Horní Benešov                        | 1:39:25                 | +11:17                  | 5                 | Martina Horáčková       | VŠTJ Ekonom Praha               | 1:15:39                 | +8:41                   |
| 6                 | Miroslav Seidl          | VŠTJ Ekonom Praha                         | 1:39:34                 | +11:26                  | 6                 | Kristýna Šimůnková      | USK Praha                       | 1:19:37                 | +12:39                  |
| 7                 | Mojmír Bezecný          | TJ Švýcárna                               | 1:39:52                 | +11:44                  | 7                 | Hana Doleželová         | TJ TŽ Třinec                    | 1:20:00                 | +13:02                  |
| 8                 | Josef Mareček           | SK Orientační sporty Nové Město na Moravě | 1:40:18                 | +12:10                  | 8                 | Magda Horová            | USK Praha                       | 1:20:15                 | +13:17                  |
| 9                 | Radovan Kunc            | Elitex Jablonec nad Nisou                 | 1:40:27                 | +12:19                  | 9                 | Dagmar Kunová           | VŠTJ Ekonom Praha               | 1:21:22                 | +14:24                  |
| 10                | Martin Würz             | Elitex Jablonec nad Nisou                 | 1:40:46                 | +12:38                  | 10                | Anna Podrábská          | Slavia Liberec orienteering     | 1:21:38                 | +14:40                  |
| Pořadí            | H20 - junioři           | H20 - junioři                             | H20 - junioři           | H20 - junioři           | Pořadí            | D20 - juniorky          | D20 - juniorky                  | D20 - juniorky          | D20 - juniorky          |
| Zlatá medaile     | Jan Lauerman            | OK Jihlava                                | 1:21:37                 |                         | Zlatá medaile     | Kateřina Přindová       | Slavia Liberec orienteering     | 1:14:47                 |                         |
| Stříbrná medaile  | Martin Štěpánek         | KOS TJ Tesla Brno                         | 1:22:46                 | +1:09                   | Stříbrná medaile  | Hana Doleželová         | TJ TŽ Třinec                    | 1:20:00                 | +5:13                   |
| Bronzová medaile  | Radek Novotný           | OOB VŠP Hradec Králové                    | 1:22:51                 | +1:14                   | Bronzová medaile  | Helena Novotná          | OOS TJ Spartak Vrchlabí         | 1:23:25                 | +8:38                   |
| Pořadí            | H18 - starší dorostenci | H18 - starší dorostenci                   | H18 - starší dorostenci | H18 - starší dorostenci | Pořadí            | D18 - starší dorostenky | D18 - starší dorostenky         | D18 - starší dorostenky | D18 - starší dorostenky |
| Zlatá medaile     | Vítězslav Hubáček       | TJ Opava                                  | 1:12:40                 |                         | Zlatá medaile     | Hana Ryglová            | OK 99 Hradec Králové            | 54:55                   |                         |
| Stříbrná medaile  | Tomáš Zakouřil          | OOB TJ Turnov                             | 1:16:48                 | +4:08                   | Stříbrná medaile  | Iva Navrátilová         | OK 99 Hradec Králové            | 1:01:10                 | +6:15                   |
| Bronzová medaile  | Luboš Matějů            | SK Praga                                  | 1:20:15                 | +7:35                   | Bronzová medaile  | Tereza Kuchařová        | VSK ČVUT Fakulta Stavební Praha | 1:09:22                 | +14:27                  |
| Pořadí            | H16 - mladší dorostenci | H16 - mladší dorostenci                   | H16 - mladší dorostenci | H16 - mladší dorostenci | Pořadí            | D16 - mladší dorostenky | D16 - mladší dorostenky         | D16 - mladší dorostenky | D16 - mladší dorostenky |
| Zlatá medaile     | Ondřej Vodrážka         | KOS Slavia Plzeň                          | 45:51                   |                         | Zlatá medaile     | Barbora Chudíková       | OK Jilemnice                    | 43:18                   |                         |
| Stříbrná medaile  | Jan Kolín               | OK Jilemnice                              | 48:19                   | +2:28                   | Stříbrná medaile  | Petra Borůvková         | OK Jilemnice                    | 45:21                   | +2:03                   |
| Bronzová medaile  | Martin Erlebach         | OK Jilemnice                              | 48:45                   | +2:54                   | Bronzová medaile  | Regina Kičerková        | TJ TŽ Třinec                    | 45:53                   | +2:35                   |

Souhrnné informace naleznete v článku Mistrovství České republiky v lyžařském orientačním běhu na klasické trati.

## Mistrovství ČR štafet
| Datum závodu   | 28. 2. 1993 |  | Místo konání    | Nová Ves u Rýmařova • aréna |  | Pořadatel       | Ostroj Opava    |
| Ředitel závodu |             |  | Hlavní rozhodčí |                             |  | Stavitelé tratí | Rudolf Bartošek |
| Název mapy     | U Hájků     |  | Web závodu      |                             |  | Výsledky závodu |                 |

| Zlatá medaile    | Slavia Liberec orienteering Martin Sklenář Ctibor Podrábský Jan Pecka              | 2:05:16          |                  | Zlatá medaile    | TJ TŽ Třinec Marcela Kubatková Mária Honzová Jana Cieslarová                             | 2:16:10          |                  |
| Stříbrná medaile | SK Orientační sporty Nové Město na Moravě Milan Venhoda Petr Mareček Josef Mareček | 2:05:18          | +0:02            | Stříbrná medaile | VŠTJ Ekonom Praha Martina Horáčková Lucie Pazderová Dagmar Kunová                        | 2:34:42          | +18:32           |
| Bronzová medaile | Elitex Jablonec nad Nisou Kateřina Würzová Radovan Kunc Zdeněk Zuzánek             | 2:09:45          | +4:29            | Bronzová medaile | Elitex Jablonec nad Nisou Lenka Hauferová Jiřina Kuncová Kateřina Würzová                | 2:36:52          | +20:42           |
| 4                | OOB VŠP Hradec Králové Milan Novotný David Cichý Radek Novotný                     | 2:13:36          | +8:20            | 4                | Slavia Liberec orienteering Kateřina Přindová Jana Kovářová Anna Podrábská               | 2:38:07          | +21:57           |
| 5                | TJ Švýcárna Michal Hájek Mojmír Bezecný Jan Janíček                                | 2:14:40          | +9:24            | 5                | SK Orientační sporty Nové Město na Moravě Alena Rosecká Jindra Pavelková Zdeňka Hrušková | 2:43:02          | +26:52           |
| Pořadí           | H18 - dorostenci                                                                   | H18 - dorostenci | H18 - dorostenci | Pořadí           | D18 - dorostenky                                                                         | D18 - dorostenky | D18 - dorostenky |
| Zlatá medaile    | KOS Slavia Plzeň Ondřej Vodrážka Jaroslav Křenek Jakub Vodrážka                    | 2:11:50          |                  | Zlatá medaile    | OK 99 Hradec Králové Iva Hloušková Hana Ryglová Iva Navrátilová                          | 2:26:17          |                  |
| Stříbrná medaile | TJ Opava Petr Nycz Tomáš Pavelek Vítězslav Hubáček                                 | 2:17:09          | +5:19            | Stříbrná medaile | OK Jilemnice Barbora Chudíková Petra Borůvková Lenka Rázková                             | 2:26:26          | +0:09            |
| Bronzová medaile | OK Jilemnice Martin Janďourek Martin Erlebach Jan Kolín                            | 2:17:45          | +5:55            | Bronzová medaile | TJ Baník Ostrava OKD Zdenka Stará Marie Hrdinová Eva Juřeníková                          | 2:29:37          | +3:20            |

Souhrnné informace naleznete v článku Mistrovství České republiky v lyžařském orientačním běhu štafet.